# Motocrotte
La motocrotte, aussi appelée caninette ou chiraclette, est un petit engin motorisé destiné à nettoyer les déjections canines dans les villes. Elle est pilotée par un motocrotteur. Les motocrottes ont été mises en place pour la première fois par la mairie de Paris, en 1982 Jacques Chirac étant maire.
Ces motos étaient des Yamaha XT 250, fortement modifiées, avec un récipient d'eau propre, un récipient destiné à récolter les déjections et un aspirateur situé à côté de la roue avant.
L'idée de ces engins était de constituer une force de frappe rapide, permettant de parcourir de grandes distances de trottoirs en un minimum de temps pour y effectuer une action bien spécifique.
Après plusieurs années de fonctionnement, le projet a été abandonné en 2004 par l'équipe de Bertrand Delanoë. Les motocrottes ne ramassaient que 20 % des déjections canines, pour un coût annuel de 4,5 millions d'euros.
Le dispositif a été remplacé par la responsabilisation des propriétaires de chien. Le ramassage des déjections par le propriétaire est désormais obligatoire sous peine d'amende.

## Alternatives
- La canisette : espace en forme de U, à côté des trottoirs, un genre de mini-parc réservé aux chiens.
- La pénalisation des propriétaires de chiens par la police de la propreté
- Les distributeurs de sacs en plastique avec poubelles et lingette associé
- La prévention par des campagnes d'affichages et de sensibilisation
- Outre les motocrotte la possibilité d'avoir des îlotiers de cantonniers avec un équipement dédié